# Spinové echo

Animace spinového echa ukazuje reakci spinů (červené šipky) v Blochově sféře na pulzní sekvenci (zelená barva)

Spinové echo je, v magnetické rezonanci pulsní sekvence tvořená dvěma radiofrekvenčními pulsy s fází 90° a 180°. Účelem této sekvence je refokusace spinové magnetizace. Tuto sekvenci využívá jak NMR spektroskopie, tak i MRI.
Po prvním excitačním pulsu dochází k postupnému zániku NMR signálu, který je způsoben jak relaxací spinového systému, tak i nehomogenitou vzorku, která způsobuje, že různé spiny precesují různou rychlostí. První děj, relaxace, způsobuje nevratnou ztrátu magnetizace. Naproti tomu, rozfázování spinů lze odstranit pomocí 180° inverzního pulsu, který invertuje vektory magnetizace. Příkladem nehomogenních vlivů jsou gradienty magnetického pole a distribuce chemických posunů. Pokud aplikujeme inversní puls v čase t, rozfázování vlivem nehomogenit bude potlačeno za vzniku echa v čase {\displaystyle 2t}. Zjednodušeně, intenzita echa vztažená k původnímu singálu bude dána vztahem {\displaystyle \exp(-2t/T_{2})}, kde {\displaystyle T_{2}} je časová konstanta spin-spinové relaxace.
Fenomén echa je důležitý prvek koherentní spektroskopie, který lze nalézt i mimo oblast magnetické rezonance, např. v laserové spektroskopii nebo neutronovém rozptylu. Spinové echo v magnetické rezonanci poprvé pozoroval Erwin Hahn v roce 1950, někdy se proto označuje jako Hahnovo echo.

## Princip
Spinové echo bylo vysvětleno Erwinem Hahnem v jeho publikaci z roku 1950, dál bylo rozvinuto Carrem a Purcellem, kteří ukázali výhody využití 180° refokusačního pulsu.
Pro lepší pochopení rozdělíme celý děj do několika kroků:
Sekvence spinového echa. A) Vertikální červená šipka znázorňuje průměrný magnetický moment skupiny spinů, např. protonů. Všechny směřují vertikálně ve směru magnetického pole a rotují podél delší osy, zobrazeny jsou v rotující souřadné soustavě, takže jsou stacionární. B) 90° puls sklopí spiny do horizontální (x-y) roviny. C) Vlivem nehomogenit lokálního magnetického pole (změny magnetického pole v různých částech vzorku) dojde ke zpomalení precese některých spinů, zatímco jiné zrychlí. To způsobuje vyhasínání signálu. D) Po aplikaci 180° pulsu dojde k obrácení pořadí. Pomalejší spiny se dostanou před rychlejší. E) Postupně dochází k tomu, že rychlejší spiny se začnou přibližovat k pomalejším. F) Kompletní refokusace nastane v čase T2. Návrat spinů do vertikálního směru (není zobrazeno) nastane v čase {\displaystyle T_{1}}. 180° puls se často označuje jako {\displaystyle \pi }-puls.
V animaci je několik zjednodušení: není uvažována dekoherence a na každý spin působí ideální puls a jeho okolí neovlivňuje vývoj magnetizace systému. V animaci je zobrazeno šest spinů, kterým není umožněno výraznější rozfázování. Technika spinového echa je velmi užitečná, v případě kdy dochází k výraznějšímu rozfázování jak je ukázáno v animaci dole.

## Vyhasínání spinového echa
Měření vyhasínání Hahnova echa lze využít k měření spin-spinového relaxačního času, jak je ukázáno v animaci dole. Velikost echa je měřena pro různé prodlevy mezi pulsy, tím získáme dekoherenci, která není refokusována {\displaystyle \pi }-pulsem. V nejjednodušším případě pozorujeme exponenciální vyhasínání, které je dáno časem {\displaystyle T_{2}}.

## Stimulované echo
V Hahnově publikaci z roku 1950 je ukázána další metoda, jak generovat spinové echo pomocí tří následujících 90° pulsů. Po prvním pulsu dojde ke sklopení magnetizace do roviny x-y, stejně jako v prvním případě. Po pulsu dochází k postupnému rozjíždění spinů a vzniku tzv. koláče. Ten je druhým pulsem sklopen do roviny x-z. Po časové prodlevě {\displaystyle b} je pomocí třetího pulsu získáno stimulované echo v čase {\displaystyle a} po posledním pulsu.

## Fotonové echo
Hahnovo echo lze také pozorovat v optice, když působíme rezonančním světlem na materiál s nehomogenně rozšířenou absorpční rezonancí. Místo dvou spinových stavů v magnetickém poli, využívá fotonové echo dvě energetické hladiny materiálu.